# 聖者の行進
「聖者の行進」（せいじゃのこうしん、When The Saints Go Marching In）は、黒人霊歌の一つ。ディキシーランド・ジャズのナンバーでもある。「聖者が街にやってくる」の日本語題でも知られるが、原詞は聖書の黙示録を踏まえ「最後の審判で聖者が天国に入って行くとき、自分も一緒にいたいものだ」と歌うのもので、「聖者が街にやってくる」訳ではない。

## 発祥
元々は、アメリカ合衆国の黒人の葬儀の際に演奏された曲である。ニューオーリンズでは葬送の際、埋葬に行くときには静かな調子で、埋葬の時は悲しげに、埋葬が終わると明るく賑やかな調子で音楽が演奏される（詳しくは、セカンド・ラインの項を参照）。この埋葬後のパレードでしばしば演奏される曲である。
現在は、スポーツにおいて応援歌として使われることも多く、NFLのニューオーリンズ・セインツのオフィシャルソングであり、サウサンプトンFC（愛称がセインツ）のアンセムなどにもなっている。日本国内ではBCリーグの群馬ダイヤモンドペガサスがチャンステーマ1として使用している。また、Jリーグの鹿島アントラーズにおいて試合が劣勢の時に歌うチャントである「奇跡を起こせ」にも使われている。

## 歌詞
Oh, when the saints go marching in
Oh, when the saints go marching in
Lord I want to be in that number
When the saints go marching in
Oh, when the drums begin to bang
Oh, when the drums begin to bang
I want to be in that number
When the saints go marching in
Oh, when the stars fall from the sky
Oh, when the stars fall from the sky
I want to be in that number
When the saints go marching in
Oh, when the moon turns red with blood
Oh, when the moon turns red with blood
I want to be in that number
When the saints go marching in
Oh, when the trumpet sounds its call
Oh, when the trumpet sounds its call
I want to be in that number
When the saints go marching in
Oh, when the horsemen begin to ride
Oh, when the horsemen begin to ride
I want to be in that number
When the saints go marching in
Oh, when the fire begins to blaze
Oh, when the fire begins to blaze
I want to be in that number
When the saints go marching in
Oh, when the saints go marching in
Oh, when the saints go marching in
I want to be in that number
When the saints go marching in.
Lord I want の箇所は、"Oh, how I want" "Oh, Lord, I want" と歌われることもある。 

## 引用作品/CM
映画『5つの銅貨』（1960年）でこの曲が使用され、ルイ・アームストロングとダニー・ケイの歌ったこの曲が有名になった。
ディスカウントストアのミスターマックスや精密パーツのメーカーである福井鋲螺、タウンワーク、WECARSなどのコマーシャルソングに幅広く使用されている。また、かつては紳士服販売店のコナカや、家電量販店のノジマやミドリ電化のコマーシャルソングとしても使用されていた。
都営地下鉄大江戸線のキャンペーンソングとしてCHAKAが『大江戸線がやってくる』の曲名で替え歌を歌った（CD発売はされていない）。
JR九州・筑豊本線（若松線）の若松駅は「九州におけるジャズ音楽の発祥の地」として、列車接近放送にジャズのスタンダードソングであるこの曲を使用している。
アントニオ猪木がモハメド・アリとの対戦で入場曲に使用した。猪木はアリ戦以前から聖者の行進を入場曲として使用することがあった。対戦後にアリからアリ自身の伝記映画の挿入曲であった「ALI BOM-BA-YE」を贈られて以後は使用しなくなった。
任天堂より発売されたスーパーファミコン用3Dシューティングゲーム・『スターフォックス』のスロットマシンのBGMはこの曲と「雪」・「ちょうちょう」をつなげたものである。
野島伸司脚本のドラマ『聖者の行進』で使用された。茨城県の水戸市で起きた水戸事件（通称・水戸アカス事件）を基にしたドラマで、題名は純粋な心を持つ知的障害者達を聖者になぞらえたものである。ドラマ内では障害者による演奏シーンもみられる。
2018年放送の加美乃素本舗「レディース加美乃素シリーズ」のテレビCMで替え歌が使われている。編曲は杉本佳一。
2024年11月頃から、大阪のアイドルグループGREATMONKEYSのライブ登場時のSEとしてPhilipsの曲が使用されている。